# Casa Fabergé
La Casa Fabergé, (pronunciación en francés: /fabɛʁʒe/) (Ruso: Дом Фаберже) es una joyería fundada en 1842 en San Petersburgo, Rusia Imperial, por Gustav Faberge, utilizando el nombre acentuado "Fabergé". Gustav fue sucedido por su hijo Peter Carl Fabergé, hasta que la empresa fue nacionalizada por los bolcheviques en 1918. La firma ha sido famosa por diseñar elaborados huevos incrustados con joyas para los zares rusos, y una serie de otros trabajos de alta calidad y detalles intrincados. En 1924, el hijo de Peter Carl llamado Alexander con su medio hermano Eugène establecieron la empresa Fabergé et Cie en París, dedicada a la fabricación de artículos de joyería similares, pero agregando el nombre de la ciudad a la marca de su competencia quedando el nombre "FABERGÉ, PARIS". En 1937, el nombre de marca "Fabergé" fue vendido y luego revendido en 1964 a la compañía de cosméticos Rayette Inc., que cambió su nombre por el de Rayette - Fabergé Inc. Como el nombre fue revendido varias veces, compañías de Fabergé (tales como Fabergé Inc.) lanzaron líneas de ropa, la colonia Brut (que se convirtió en la colonia de mayor venta en su momento), el perfume Babe, productos para el cabello, y hasta incursionó en la producción de películas.

## Primeros años

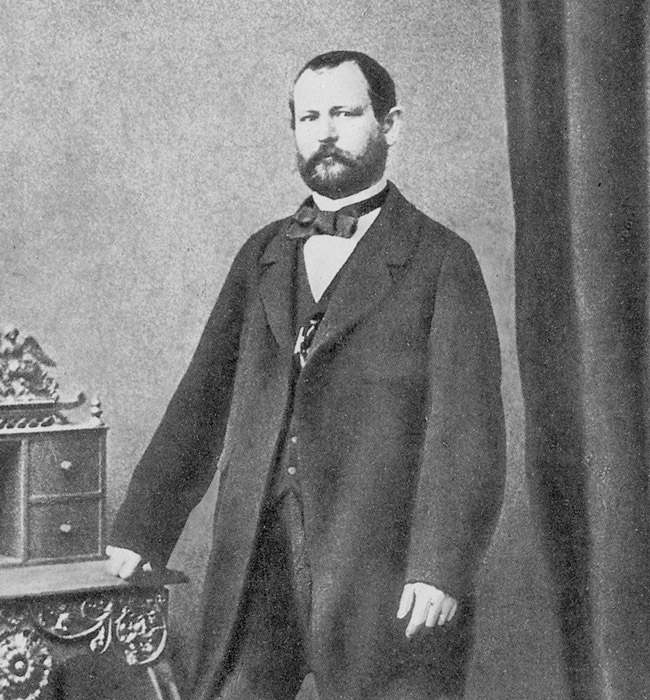
Gustav Fabergé.

Los comienzos de la familia Fabergé se remontan al siglo XVII, en Francia, entonces bajo el nombre Favri. Los Favris vivían en el pueblo de La Bouteille en la región de Picardía del norte de Francia. Sin embargo, huyeron del país hacia 1685 a causa de la persecución religiosa.
Documentos en los archivos de la familia Fabergé revelan que durante el desplazamiento de la familia hacia el este a través de Europa, el nombre de la familia cambió progresivamente de Favri a Favry, Fabri, Fabrier y luego a Faberge sin acento. En Schwedt-on-Oder al noreste de Berlín, en la segunda mitad del siglo XVIII existen registros de un tal Jean Favri (posteriormente Favry) como plantador de tabaco. En 1800 un artesano llamado Pierre Favry (más tarde Peter Fabrier), se había establecido en Pärnu en la provincia báltica de Livonia (hoy Estonia). Gustav Fabrier nació allí en 1814. Con anterioridad a 1825, el nombre de la familia ya había evolucionado a "Faberge".
En la década de 1830, Gustav Faberge se trasladó a San Petersburgo, para formarse como orfebre en el taller de Andreas Ferdinand Spiegel, Gustav se especializó en la fabricación de cajas de oro. Posteriormente continuó su formación con la firma del célebre Keibel, orfebres y joyeros a los zares. En 1841, durante su aprendizaje , Gustav Faberge obtuvo el título de Maestro Joyero.

## Inicios de Fabergé
En 1842, Gustav Faberge abrió su propia joyería al por menor, "Fabergé", en una tienda de sótano en el moderno Bolshaia Morskaia de la capital. La adición del acento puede haber sido un intento de dar al nombre un aire más francés, apelando a francofilia de la nobleza rusa. El francés era la lengua de la corte rusa y de la nobleza urbana, y estrechamente relacionado con los productos de lujo. Más tarde ese mismo año, se casó con Charlotte Jungstedt Gustav, la hija de Carl Jungstedt, un artista de origen danés. En 1846, la pareja tuvo un hijo, Peter Carl Fabergé, popularmente conocido como Carl Fabergé.

## Carl Fabergé
Carl Fabergé fue educado en la escuela de St Anne. Este era un establecimiento de moda para los hijos de las clases medias acomodadas y las categorías inferiores de la nobleza, que proporcionaba un indicador del éxito de los negocios de su padre. Gustav Fabergé se retiró a Dresde, Alemania en 1860, dejando la empresa en manos de los administradores fuera de la familia Fabergé mientras que su hijo continuó su educación. El joven Carl realizó un curso de negocios en la Dresden Handelsschule. A la edad de 18 años, se embarcó en un viaje de estudios magnífico. Recibió clases de orfebres respetados en Frankfurt, Alemania, Francia e Inglaterra, asistió a un curso en la Universidad Comercial de Schloss en París y observó los objetos en las galerías de los museos más importantes de Europa.
Carl regresó a San Petersburgo en 1872, a la edad de 26 años. Durante los 10 años siguientes, el orfebre principal de su padre, Hiskias Pendin, actuó como su mentor y tutor. En 1881, la empresa se trasladó a un local a pie de calle de mayor tamaño en el 16/18 Bolshaia Morskaia. Tras la muerte de Pendin en 1882, Carl asumió la dirección de la empresa. Otros tres eventos significativos ocurrieron ese año. Fue galardonado con el título de Maestro Joyero. Agatón Fabergé, su hermano menor por 16 años, se unió a la empresa. Si bien la educación de Agatón se restringió a Dresde, se destacó como un diseñador con talento que proporcionó a la empresa un nuevo impulso, hasta su muerte 13 años más tarde.

## Crecimiento de su prestigio
A raíz de la participación de Carl en la reparación y restauración de objetos en el Museo del Hermitage, se invitó a la empresa a exponer en la Exposición Pan-rusa en Moscú. Una de las piezas de Fabergé que se expuso en la Exposición Pan-rusa era una réplica de un brazalete de oro del siglo IV a. C. parte del tesoro escita en el Museo del Hermitage. El zar Alejandro III declaró que no podía distinguir la obra de Fabergé de la original. Alejandro III ordenó que las muestras de trabajos de la Casa de Fabergé se debían exponer en el Museo del Hermitage, como ejemplos de magnífica factura rusa contemporánea. En 1885, la Casa Fabergé fue galardonada con el codiciado título de "Joyero por designación especial de la Corona Imperial", a partir de su asociación con los zares de Rusia.

## Esculturas en piedra dura
Entre las creaciones más populares de Fabergé estaban las tallas en miniatura en piedras duras o semipreciosas de personas, animales y flores, embellecidas con piedras y metales preciosos. Las tallas más frecuentes de animales fueron de elefantes y cerdos, pero también se realizaron miniaturas hechas a medida de las mascotas de la familia real británica y otros notables. Las esculturas de flores eran conjuntos completos, que incluyeron pequeños vasos en los que se fijaron de forma permanente flores talladas, el jarrón y el "agua" se realizaron en roca cristalina (cuarzo) y las flores en diferentes piedras duras y esmalte. Las tallas por lo general medían unos 25 a 75mm de largo o ancho, con algunas figurillas de mayor tamaño y más raras que llegan a 140 mm a 200 mm de altura, y que forman parte de diversas colecciones por todo el mundo; al respecto la familia real británica cuenta con más de 250 elementos en la colección real, incluidas las piezas elaboradas por Perchin y Wigström. Otros importantes coleccionistas de miniaturas Fabergé fueron Marjorie Merriweather Post, su sobrina Bárbara Hutton e inclusive Cartier un competidor de Fabergé, que en 1910 compró un cerdo de jade de color rosa y un zorro de cornalina (ágata) con ojos de rubí cabujón engastados en oro.

## Otras creaciones de Fabergé
La Casa de Fabergé también abastecido una amplia gama de joyas y otros objetos ornamentales. Había oro esmaltado y plata dorada, así como marcos de fotografía de madera, cajas de oro y plata; juegos de escritorio y relojes. La calidad se asegura mediante cualquier artículo hecho de ser aprobados por Carl Fabergé, o en su ausencia por su más viejo hijo Eugène, antes de que se puso en acción. El mínimo de los defectos resultaría en el rechazo

## Después de la revolución
La Casa de Fabergé fue nacionalizada por los bolcheviques en 1918. A principios de octubre, Carl Fabergé dejó San Petersburgo en el último tren diplomático que partió para Riga. La revolución se inició en Letonia durante los meses siguientes, y Carl continuó huyendo hacia Alemania, primero se radicó en Bad Homburg y luego en Wiesbaden. Los bolcheviques encarcelaron a sus hijos Agathon y Alexander. Inicialmente, Agatón fue asignado para valorar los objetos de valor confiscados a la familia imperial, los aristócratas, ricos comerciantes y a Fabergé entre otras joyerías. Volvió a ser encarcelado cuando los bolcheviques tuvieron dificultades para vender este tesoro con las valoraciones de Agatón. Con una Europa repleta de joyas rusas, los precios habían caído. Madame Fabergé y su hijo mayor, Eugène, evitaron ser capturados al escapar al amparo de la oscuridad huyendo a través de los bosques cubiertos de nieve en trineo y a pie. Hacia fines de diciembre de 1918, ya habían cruzado la frontera con Finlandia.
Mientras tanto, Carl Fabergé en Alemania enfermó gravemente. En junio de 1920 Eugène llegó a Wiesbaden, y acompañó a su padre a Suiza, donde se habían refugiado otros miembros de la familia. Carl Fabergé murió en Lausana el 24 de septiembre de 1920. Su esposa murió en enero de 1925. Aunque Alexander logró escapar de la prisión cuando un amigo sobornó a guardias, Agatón no tuvo éxito en ayudarlo a escapar de la URSS hasta noviembre de 1927, cuando Agatón, su esposa María y su hijo Oleg, junto con cuatro ayudantes, escaparon en trineo de noche a través del congelado Golfo de Finlandia. Agatón y su familia pasaron el resto de sus vidas en Finlandia.
En 1924 Alexander y Eugéne abren Fabergé et Cie en París, donde tuvieron un éxito modesto haciendo los tipos de piezas que su padre había vendido al por menor año antes. Para distinguir sus piezas, de las fabricadas en Rusia antes de la Revolución, usaron la marca FABERGÉ PARIS , mientras que la marca de la empresa rusa era solo FABERGÉ. También venden joyas y reparan y restauran piezas que habían sido producidas por la casa original de Fabergé. Fabergé et Cie continuó operando en París hasta 2001. En 1984 Fabergé et Cie pierde sus derechos de usar la marca Fabergé para joyería en una demanda contra Fabergé Inc.

## Reputación
La reputación de Fabergé como productor del más alto nivel se mantuvo mediante publicaciones y exposiciones importantes, tales como las que se organizaron en el Museo Victoria & Albert en 1994 y la Colección Real en 2003.
Tras el fin de la Unión Soviética y el surgimiento de los oligarcas, los coleccionistas rusos intentaron repatriar a muchas de las obras de Fabergé y los precios de subasta alcanzado máximos históricos.
El 27 de noviembre de 2007, el huevo Fabergé Rothschild fue subastado en Christie en Londres por £ 8.980.000. El huevo Fabergé Rothschild se convirtió en el precio récord para una pieza de Fabergé, así como el precio más alto jamás pagado por un objeto ruso y el precio más caro para un reloj.

## Venta de la marca
Durante la década de 1920 el multimillonario petrolero estadounidense Armand Hammer recoge numerosas piezas de Fabergé en sus negocios en Rusia comunista. En 1937 el amigo de Armand Hammer, Samuel Rubin, dueño de la Corporación de Comercio española, que importaba jabón y aceite de oliva a Estados Unidos, cerró su empresa a causa de la guerra civil española y estableció una nueva empresa para la fabricación de perfumes y artículos de aseo. Por sugerencia de Hammer, en 1937 registró a la empresa con el nombre de Fabergé Inc.. En 1943 Samuel Rubin registró la marca Fabergé para perfume en los Estados Unidos. En 1945 la familia Fabergé descubrió que su nombre estaba siendo utilizado para vender perfumes sin su consentimiento. Ello dio lugar a un prolongado intercambio entre los abogados a ambos lados del Atlántico. En 1946 Rubin registró la marca Fabergé para joyería en los Estados Unidos. En 1951 se llegó a un acuerdo fuera de la corte por medio del cual Rubin aceptó pagar a Fabergé & Cie $ 25,000 por utilizar el nombre de Fabergé únicamente en relación con perfumes. En 1964, Rubin vendió Fabergé por $ 26 millones a George Barrie y la Rayette Inc. La compañía de cosméticos Rayette cambió su nombre en 1964 a Rayette - Fabergé Inc. y en 1971 la empresa cambió su nombre a Fabergé Inc. En 1984 McGregor Corp., fabricante de ropa para hombres y niños, compró Fabergé Inc. y cambiaron su nombre temporalmente a Mcgregor Fabergé. En 1978 Michael J Stiker hizo una presentación por los derechos de patente para la joyería de Fabergé en Nueva York en nombre de Faberge & Cie en París, pero este intento de licencia de la marca de joyería falló. El Riklis Familia Corporación compró la mayoría de las poblaciones de McGregor. De 1964 a 1984 bajo la dirección de George Barrie muchos bien conocidos y las líneas de productos de éxito, así como largometrajes fueron lanzados por Fabergé Inc.
Sr. Barrie supervisó la introducción de Fabergé de la línea de artículos de aseo Brut de Fabergé, que fue promovida por el jugador de fútbol Joe Namath. En 1977, él firmó Farrah Fawcett a un contrato promocional con Fabergé para el producto de pelo Farrah Fawcett y líneas de fragancias. Un famoso anuncio de televisión Fabergé contó con Joe Namath ser afeitada por Farrah Fawcett. Brut se convirtió en la colonia más vendida del mundo en ese entonces, y aún se sigue comercializando en todo el mundo. En 1967, el actor de cine y empresario Cary Grant fue nombrado Consultor Creativo, y en 1968 miembro del Consejo de Administración de la compañía. El actor Roger Moore se convirtió en miembro de la junta en 1970. George Barrie creó la división cinematográfica de Fabergé, Brut Productions en 1970 y filmó la película ganadora del Oscar titulado Un toque de distinción en 1973 y otros largometrajes.
Barrie lanzó la fragancia Babe en 1976, que en su primer año se convirtió en la venta más grande de perfume de las mujeres de Fabergé en todo el mundo. La actriz y modelo Margaux Hemingway recibió un contrato de 1 millón de dólares para promover el perfume Babe por Fabergé en una campaña publicitaria convirtiéndola en la primera super modelo (Babe de Fabergé campaña publicitaria (en YouTube). Babe, recibió dos premios de la Fundación de la Fragancia por su lanzamiento de más éxito de la fragancia de la Mujer en Distribución Popular y Mejor Campaña Publicitaria para Fragancia de mujer.
En 1984 la empresa había ampliado sus productos para el cuidado personal a Afrodisia, aerosol del Aqua Hair Net, Babe, Cavale , Brut, esmalte de uñas de cerámica, Flambeau , la gran piel, Grande Finale, es simplemente maravilloso, Macho, Kiku, Partage, Tip Top Accesorios, Tigress , Woodhue, Xandu , Zizanie de Fragonard, Caryl Richards, Farrah Fawcett y Fabergé Organics. La compañía también compró otras empresas y productos, incluyendo D- LANZ y BreastCare, un dispositivo de detección de cáncer de mama.
En 1985, McGregor Industries adquirió Faberge y suspendió muchos productos Fabergé incluyendo el seno original dispositivo D- LANZ. La compañía lanza Mcgregor por Fabergé (Colonia) el mismo año . Las nuevas líneas de productos fueron introducidos incluyendo los hombres, las mujeres y la ropa de los niños con las marcas de Billy the Kid , Marcador y Wonderknit .
En 1986 Marcos Goldston , fue nombrado Presidente de Fabergé . Él era el principal responsable de la selección y la adquisición de la compañía Elizabeth Arden de Eli Lilly and Company para $ 725 millones en 1986 , convirtiendo en una firma Fabergé $ 1.2 billones.
En 1989 Unilever compró Fabergé Inc. Del Riklis Familia Corporación de EE. UU. $ 1.55 mil millones. La compañía pasó a llamarse "Elida Fabergé". El acuerdo pone ahora Unilever a igual el primer lugar con L' Oreal en la liga mundial de cosméticos, por encima de la cuarta plaza.
Unilever registró el nombre Fabergé como marca en una amplia gama de mercancías a nivel internacional y licencias otorgadas a terceros para fabricar y vender una gama de productos que van desde joyas hasta espectáculos bajo el nombre de Fabergé. Sin embargo, también siguió vendiendo perfumes y artículos de aseo de la marca Fabergé.
Lever Fabergé se formó en el Reino Unido a principios de 2001 , mediante la fusión de las dos de larga data compañías Unilever, Lever Brothers y Elida Fabergé. La nueva compañía, Lever Fabergé poseía cientos de cosméticos, la familia y otras marcas como Dove, Impulse, Seguro, Lynx, Organics, Timotei, Signal, Persil, Confort, Domestos, Surf, Sun y Cif. Esto significaba Lever Fabergé apareció en una serie de productos de blanqueador a artículos de tocador.
El 3 de enero de 2007, Pallinghurst Recursos LLP, una firma de asesoramiento de inversiones con sede en Londres , anunció que había adquirido toda la cartera global de Unilever de las marcas , licencias y derechos asociados en relación con la marca Fabergé por una suma no revelada. Las marcas registradas, las licencias y los derechos asociados fueron transferidos a una empresa recién constituida , Fabergé Limited , registrada en las Islas Caimán. En octubre de 2007 se anunció que la empresa tenía la intención de restaurar Fabergé a su legítima posición como el proveedor líder de soportar y las posesiones personales entrañables . Además, se anunció la reunificación de la marca Fabergé con la familia Fabergé con Tatiana Fabergé y Sarah Fabergé , ambos bisnietas de Peter Carl Fabergé , convirtiéndose en miembros fundadores del Consejo de Patrimonio Fabergé, una división de Fabergé Limited, que era ofrecer consejo a la nueva empresa .
En septiembre de 2009 Fabergé Limited lanzó su primera colección de alta joyería. En diciembre de ese año se abrió una boutique en Ginebra. En marzo de 2010, solo una de las licencias concedidas por Unilever estaban en existencia. El 6 de julio de 2011, la compañía lanzó dos colecciones de colgantes de huevo, incluyendo una docena de huevos de alta joyería. Estos fueron los primeros que se han hecho por Fabergé desde 1917. En noviembre de 2011 Fabergé se vendía en el Salón de Joyería Fina en Harrods en Knightsbridge de Londres y más tarde en el mes de su propia boutique fue inaugurado en Grafton Street, en el corazón de Mayfair de Londres. En enero de 2012, Fabergé abrió en Lane Crawford en Hong Kong y en mayo de ese mismo año abrió su propia boutique en Madison Avenue de Nueva York.